# Alexander Schleicher ASK 16
Dimensions
L' ASK 16 est conçu par Rudolf Kaiser et produit par Alexander Schleicher GmbH & Co de Furth, en Allemagne. Le fuselage de l'avion est construit à partir de tubes soudés et entoilés l'aile de grand allongement est en bois et toile.
Les deux places sont côte à côte et recouvertes d'une verrière entièrement transparente s'ouvrant sur le coté. Le groupe moteur est un 72 cv Limbach L1700 entraînant une hélice à pas variable Hoffman,.
L'ASK 16 dispose d'un train d'atterrissage classique rentrant dont les roues principale sont montées sous  l'aile et se rétractent vers l'intérieur. Il est équipé de doubles commandes pour l'école.

## Production et exploitation
Le prototype vole la première fois le 2 février 1971 et 44 avions sont construits pour des clubs et des propriétaires privés. La plupart des avions sont encore en service en 2005 y compris des exemplaires volant en Allemagne, en Irlande, en Italie, en Suisse et au Royaume-Uni.